# Мерзляков, Вадим Михайлович
Вади́м Миха́йлович Мерзляко́в (1 октября 1928, пос. Староникольский, Татарская АССР — 17 марта 2021, Санкт-Петербург) — заслуженный геолог РСФСР, доктор геолого-минералогических наук.

## Биография
Окончил среднюю школу № 41 в Юдино; в 1952 году — геологический факультет Казанского университета, где получил специальность геолога-геохимика.
В 1952—1963 годах работал петрографом, старшим прорабом, начальником полевых партий, главным геологом геолого-поисковой экспедиции в Берлехском районном геологоразведочном управлении (пос. Нексикан, Магаданская область).
С мая 1963 — старший геолог Центральной комплексной тематической экспедиции Северо-Восточного геологического управления Министерства геологии СССР.
В 1968—1978 годах — старший научный сотрудник лабораторий региональной тектоники и эндогенного рудообразования, в 1979—1988 годах — заведующий лабораторией региональных геологических проблем Северо-Восточного комплексного НИИ АН СССР.
Последние годы жил в Петербурге.

## Научная деятельность
В 1966 году защитил кандидатскую, в 1986 — докторскую диссертацию.
Основные направления исследований: стратиграфия, магматизм, метаморфизм, тектоника и металлогения региона.
Возглавлял комплексные геологические исследования центральных районов Верхояно-Чукотской мезозойской складчатой области; составил новую схему тектоники и металлогении. Участвовал в открытии перспективных проявлений и некоторых месторождений рудных и нерудных полезных ископаемых; один из первооткрывателей перспективных рудопроявлений олова, полиметаллов, ртути и золота.
Был главным редактором Средне-Колымской серии листов Госгеолкарты-200/1, участвовал в составлении методического руководства для геологов по использованию аэрофотоматериалов. Участвовал во всесоюзных и международных совещаниях, в том числе в 24, 25 и 27-й сессиях Международного геологического конгресса.
Автор 120 научных работ по геологии и полезным ископаемым Северо-Востока СССР, а также научно-популярных статей в журналах «Природа», «Химия и жизнь», «Техника молодёжи» и публицистических очерков в газетах «Магаданская правда», «Дальневосточный учёный», «Вечерняя Казань», «Казанский университет».
Сочинения:
- Стратиграфия и тектоника Омулевского поднятия. (Северо-Восток СССР) [Текст] / В. М. Мерзляков. — Москва : Наука, 1971. — 150 с., 3 л. табл. : ил.; 21 см.
- Сереченское месторождение гипса / В. М. Мерзляков, В. И. Шпикерман, М. Х. Гагиев ; АН СССР, Дальневосточный науч. центр, Северо-Восточный комплекс. НИИ. — Препр. — Магадан : СВКНИИ, 1987. — 45 с., [2] л. схем. : ил.; 21 см

Главный редактор Средне-Колымской серии листов Государственной геологической карты СССР — 200/1.

## Награды
- орден «Знак Почёта»
- медали:
  - «За доблестный труд. В ознаменование 100-летия со дня рождения Владимира Ильича Ленина»
  - «Ветеран труда»
- «Ветеран труда Магаданской области»
- Заслуженный геолог РСФСР[1][2].